# محمد العربي المساري
إن كنت تبحث عن شاعر مغربي من القرن الثامن عشر راجع العربي المساري
محمد العربي المساري (8 يوليو 1936، بتطوان - 25 يوليو 2015) مؤرخ وديبلوماسي وصحافي وسياسي مغربي، تولى وزارة الاتصال من مارس 1998 إلى سبتمبر 2000 في حكومة عبد الرحمن اليوسفي. عضو في اللجنة التنفيذية لحزب الاستقلال منذ 1974، انتخب نائبا في البرلمان حيث ترأس الفريق النيابي لحزبه. كما عين سفيرا للمغرب بالبرازيل.

## مسيرته
ولد في تطوان يوم 8 يوليو 1936، يقول محمد العربي المساري في حق والدته: «المرأة الأولى التي أثرت فيّ وصنعتْني هي» يْمّا"". وهو أب لثلاثة أبناء.

### في الصحافة والإعلام
اشتغل في الإذاعة من 1958 إلى 1964م. التحق بجريدة العلم التي تدرج فيها من صحافي إلي رئيس التحرير إلي مدير. كاتب عام اتحاد كتاب المغرب في ثلاث ولايات 64 و69 و1972م. عضو الأمانة العامة لاتحاد الصحفيين العرب منذ 1969 ثم نائب رئيس للاتحاد في 1996 حتى 1998.

### السياسة
بين 1984-1992 ترأس محمد العربي المساري الفريق النيابي الاستقلالي للوحدة والتعادلية في البرلمان المغربي.
ابتعد مؤخرا عن دائرة القرار في الحزب لكنه لم يدخل في صراعات قد تضرّ الحزب.

## النشاط الثقافي
سنة 1978 نسق فريق المثقفين الإسبان والمغاربة. في 1996 أصبح عضوا في لجنة ابن رشد للحوار مع إسبانيا. عضو المجلس الإداري لمؤسسة الثقافات الثلاث للمتوسط التي يقع مقرها في إشبيلية في سنة 2000، وتم تجديد عضويته بقرار ملكي في 2004.
عضو لجنة تحكيم جائزة اليونيسكو لحرية الصحافة «غييرمو كانو» لسنوات 2002 و 2003 و 2004.
ترأس لجنة التحكيم للجائزة الوطنية الكبرى للصحافة 2003، كما ترأس لجنة جائزة المغرب للآداب سنة 2004.
اختاره الرئيس عبدو ضيوف الأمين العام للفرانكوفونية من بين ثلاثين شخصية من مختلف أنحاء العالم عضوا في لجنة دولية لرعاية التعددية الثقافية في العالم.

### الدفاع عن العربية
المساري هو باحث وناشط في قضية الدفاع عن اللغة العربية، له عدة مقالات في هذا الشأن، ومحاضرات في مؤتمرات الجمعية المغربية لحماية اللغة العربية. فحسب رأيه، إن المعركة الأساسية التي ينبغي خوضها ضد التفرنس، هي المعركة القانونية، رغم طولها.

### تكريم
في ديسمبر 2016 قامت مؤسسة أرشيف المغرب بتكريم محمد العربي المساري، بتنظيم معرِض تحت عنوان: «محمد العربي المساري.. حياة من أجل الوطن».

## مؤلفاته
له عدة مؤلفات بالعربية والإسبانية والبرتغالية، في موضوعات أدبية وسياسية وتاريخية وفي العلاقات الدولية، منها:
- معركتنا العربية ضد الاستعمار والصهيونية، محمد العربي المساري، عبد الكريم غلاب، وعبد الجبار السحيمي، الرباط، مطبعة الرسالة، 1967, 188 ص.
- مع فتح في الأغوار، الدار البيضاء، د.ن، 1971، (سلسلة كتاب العلم، 7).
- قضية الأرض في نضالنا السياسي منذ الاستقلال، الرباط، مطبعة الرسالة، 1980. (سلسلة كتاب العلم، 5).
- صباح الخير للديمقراطية للغد، تطوان، أصدقاء العلم، 1985، 249 ص.
- جدل حول العرب. 1973.
- المغرب وإسبانيا في آخر مواجهة. (حول قضية الصحراء) سنة 1974
- إسلاميات أدب المهجر.
- Mundos marroquinos (بالبرتغالية)
- المغرب بأصوات متعددة، طنجة، شراع، كتاب الشهر، رقم: 2، أبريل 1996.
- الإسلام في مؤلفات المفكرين العرب في الأمريكتين. سنة 1989
- الاتصال في المغرب، من الفراغ إلى المقدرة. 1992
- المغرب بالجمع، 1996، ثلاث طبعات.
- المغرب ومحيطه، في جزئين، سنة 1998
- المغرب الافتراضي في الصحافة الجزائرية، 2000.